# Еміль Вейр
Еміль Вейр (чеськ. Emil Weyr; нім. Emil Weyr; нар. 31 серпня 1848, Прага — 25 січня 1894, Відень) — чеський математик, який працював у галузі геометрії.

## Життєпис
Еміль був сином Франца Вейра, який народився в Наході в 1820 році і був учителем математики в школі в Празі з 1855 року; його іншим сином був Едуард Вейр. Він відвідував середню школу, де викладав його батько, а потім навчався з 1865 по 1868 рік у Богемській політехніці, де отримав докторський ступінь у 1870 році під керівництвом Отто Вільгельма Фідлера. Потім він став приват-доцентом у Карловому університеті в Празі, а в 1875 році став професором у Віденському університеті.

## Основні результати
Разом зі своїм братом він був одним із провідних представників австрійської геометричної школи і зробив значний внесок у поширення геометричного вчення в Австрії. Він опублікував близько 300 робіт, у тому числі «Елементи проективної геометрії» та «Про геометрію стародавніх єгиптян». 
Разом із Густавом фон Ешеріхом він заснував щомісячний журнал з математики та фізики.

## Основні праці
- Weyr Über die Geometrie der Ägypter, Vortrag Akad. Wiss. Wien 1884 (Projekt Gutenberg).
- Constantin von Wurzbach: Weyr, Emil. In: Biographisches Lexikon des Kaiserthums Oesterreich. 55. Theil. Kaiserlich-königliche Hof- und Staatsdruckerei, Wien 1887, S. 203–205 (Digitalisat).
- Gustav von Escherich: Weyr, Emil. In: Allgemeine Deutsche Biographie (ADB). Band 42, Duncker & Humblot, Leipzig 1897, S. 283 f.